# Tre' McLean
Tre' Michael McLean (Charleston, Carolina del Sur, 19 de octubre de 1993) es un baloncestista estadounidense que pertenece a la plantilla del Hapoel Gilboa Galil de la Ligat ha'Al, la primera categoría del baloncesto israelí. Con 1,96 metros de estatura, juega en la posición de escolta. 

## Trayectoria deportiva

### Universidad
Comenzó su andadura universitaria en el Queens College de la División II de la NCAA, donde jugó una única temporada, en la que promedió 5,0 puntos y 5,1 rebotes por partido, siendo el segundo mejor del equipo en este último apartado.
Fue transferido en 2013 a los Mocs de la Universidad de Tennessee en Chattanooga, donde tras cumplir el año el blanco que impone la NCAA, jugó tres temporadas más, en las que promedió 10,0 puntos, 4,9 rebotes, 1,9 asistencias y 1,3 robos de balón por partido. En 2016 fue incluido en el mejor quinteto de la Southern Conference, mientras que al año siguiente se tuvo que conformar con aparecer en el tercer equipo.

### Profesional
Tras no ser elegido en el Draft de la NBA de 2017, disputó las Ligas de Verano de la NBA con los Phoenix Suns. Firmó su primer contrato profesional con el equipo ruso del Parma Basket de la VTB United League, con los que jugó una temporada en la que promedió 12,3 puntos y 4,4 rebotes pore partido.
En junio de 2017 firmó por una temporada con opción a una segunda con el BC Avtodor Saratov, también de la VTB United League.
El 30 de agosto de 2021, firma por el KK Split de la A1 Liga croata, tras salir del Peristeri BC.
El 14 de enero de 2022, firma por el AS Apollon Patras de la A1 Ethniki griega.
El 28 de junio de 2022, McLean firmó por Abejas de León de la Liga Nacional de Baloncesto Profesional de México (LNBP).
El 12 de diciembre de 2022, firma por el Hapoel Gilboa Galil de la Ligat ha'Al, la primera categoría del baloncesto israelí.